# Jacobus van der Schley
Jacobus van der Schley, né le 26 juillet 1715 à Amsterdam où il meurt le 12 février 1779 , est un graveur et dessinateur néerlandais.

## Biographie
Il fut l'élève de Bernard Picart (1673-1733), dont il copia substantiellement le style.

## Œuvre

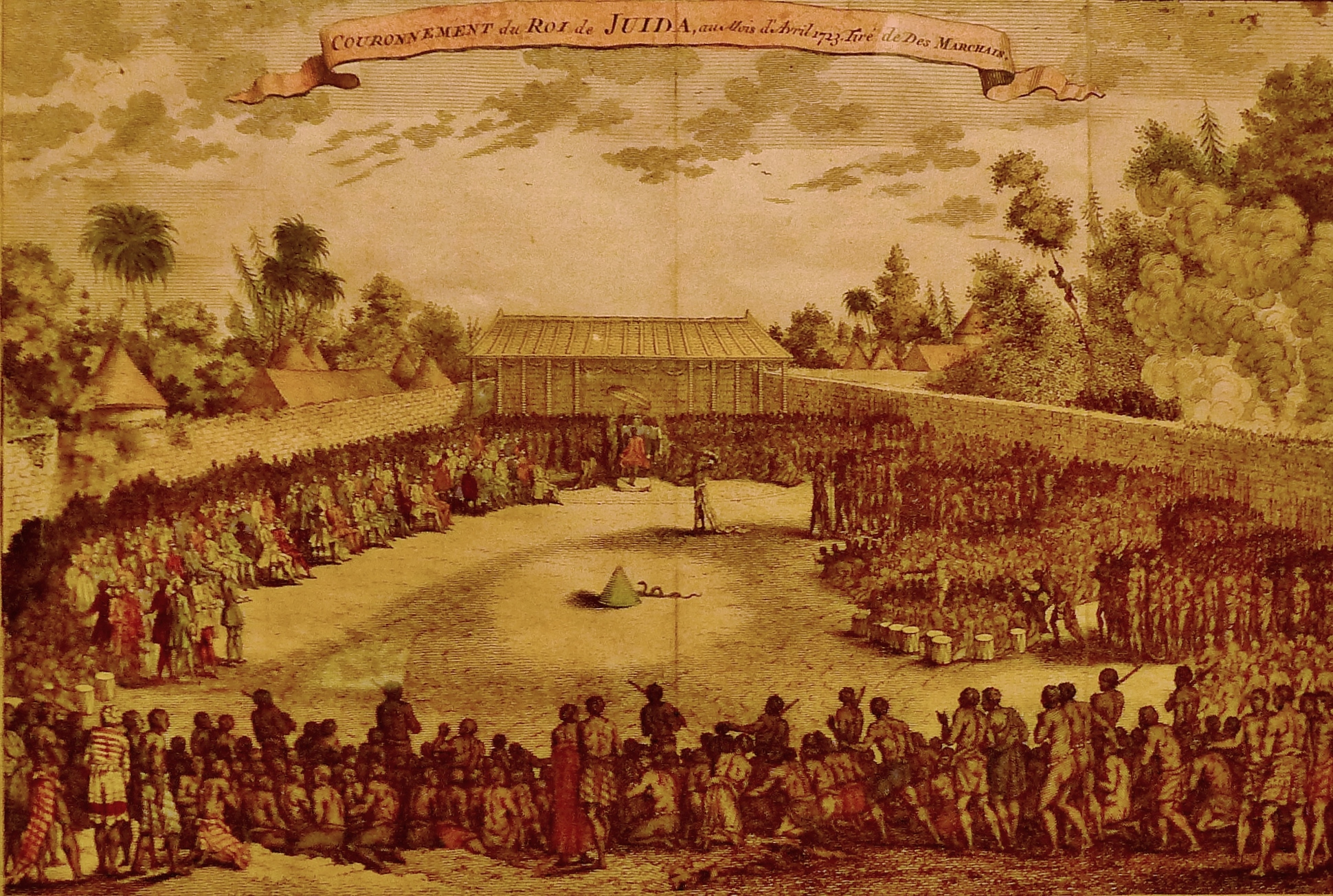
Jacobus van der Schley : Couronnement du roi de Juida [Ouidah] au mois d'avril 1723.

Il s'intéressait particulièrement aux portraits gravés et réalisa des illustrations pour La Vie de Marianne de Marivaux, publiée à La Haye entre 1735 et 1747. Il grava également des frontispices pour l'édition en 15 volumes des œuvres complètes de Brantôme intitulée Œuvres du seigneur de Brantôme, publiée à La Haye en 1740.
La plupart des plaques dans l'édition de La Haye de l'Histoire générale des voyages d'Antoine François Prévost sont signées par Van de Schley.